# Aloysius Sudarso
Aloysius Sudarso,  est un évêque indonésien,  archevêque de Palembang en Indonésie de 1997 à 2021. 

## Formation
Il entre tôt chez Prêtres du Sacré-Cœur de Saint-Quentin et est ordonné prêtre le 14 décembre 1972 ; il en deviendra plus tard responsable pour la Province d’Indonésie et le restera jusqu'à sa nomination comme évêque.

## Évêque
Le 17 novembre 1993, Jean-Paul II le nomme évêque auxiliaire de l'archidiocèse de Palembang. Il reçoit l'ordination épiscopale le 24 mars 1994 des mains de Joseph Hubertus Soudant
Le 20 mai 1997, il succède à Joseph Hubertus Soudant comme évêque de Palembang. Il en devient le premier archevêque lorsque le diocèse est élevé au rang d'archidiocèse métropolitain le 1er juillet 2003.